# Wilson Sibbett
Wilson Sibbett FRS CBE (15 de março de 1948) é um físico britânico.